# 보비 블랜드
보비 블랜드(영어: Bobby Bland, 1930년 1월 27일 ~ 2013년 6월 23일)는 미국의 블루스 가수이고 부드러우면서도 힘있는 목소리로 블루스, 소울, 리듬 앤 블루스, 가스펠 등 다양한 음악을 구현했고, 1950년대 후반부터 1970년대까지 대중적인 인기를 얻었다. 〈Farther Up The Road〉(1957년), 〈Turn On Your Love Light〉(1961년) 등이 대표곡으로 꼽힌다.
블랜드는 부드러우면서도 힘있는 목소리로 블루스, 소울, 리듬 앤 블루스, 가스펠 등 다양한 음악을 구현했고, 1950년대 후반부터 1970년대까지 대중적인 인기를 얻었다. 1981년 블루스 명예의 전당, 1992년 로큰롤 명예의 전당에 헌액되었고, 1997년에 열린 제39회 그래미 어워드에서 ‘평생 공로상’을 수상했다. 〈Farther Up The Road〉, 〈Turn On Your Love Light〉 등이 대표곡으로 꼽힌다.

## 생애
블랜드는 1930년 1월 27일 테네시주 바렛빌에서 태어났다. 1940년대 후반 멤피스에서 B.B. 킹, 조니 에이스 등과 함께 블루스 그룹 빌 스트리터스를 결성해 활동했다.
1952년 솔로 데뷔싱글 〈Crying All Night Long〉을 발표하며 음반활동을 시작했다. 1957년 싱글 〈Farther Up The Road〉(1957년 미국 빌보드 알앤비 싱글차트 1위)를 히트시키며 전국적인 명성을 얻었다.
이후 1960년대 초반까지 〈I'll Take Care Of You〉(1960년 미국 빌보드 알앤비 싱글차트 2위), 〈I Pity The Fool〉(1961년 1위), 〈Turn On Your Love Light〉(1961년 2위) 등의 히트곡을 남겼다.
1960년대 후반 우울증과 알코올 중독으로 슬럼프를 겪기도 했지만, 1970년대 〈This Time I'm Gone For Good〉 (1974년 미국 빌보드 알앤비 싱글차트 5위), 〈I Wouldn't Treat A Dog (The Way You Treated Me〉 (1975년 3위) 등을 히트시키며 다시 대중적인 인기를 얻었다.
이후에도 꾸준하게 음반과 공연 활동을 펼쳤고, 2013년 6월 23일에 폐렴으로 멤피스에 있는 자택에서 사망했다.

## 음반 목록

### 정규 음반
- 1961년 Two Steps from the Blues
- 1962년 Here's the Man!
- 1963년 Call On Me/That's The Way Love Is
- 1964년 Ain't Nothing You Can Do
- 1966년 The Soul of the Man
- 1967년 Touch of The Blues
- 1969년 Spotlighting The Man
- 1973년 His California Album
- 1974년 Dreamer
- 1975년 Get On Down
- 1977년 Reflections In Blue
- 1978년 Come Fly With Me
- 1979년 I Feel Good, I Feel Fine
- 1980년 Sweet Vibrations
- 1981년 Try Me, I'm Real
- 1982년 Here We Go Again
- 1983년 Tell Mr Bland
- 1984년 You've Got Me Loving You
- 1985년 Members Only
- 1986년 After All
- 1987년 Blues You Can Use
- 1989년 Midnight Run
- 1991년 Portrait of the Blues
- 1993년 Years of Tears
- 1995년 Sad Street
- 1998년 Memphis Monday Morning
- 2003년 Blues at Midnight

### 라이브 음반
- 1974년 Together for the First Time (with B.B. 킹)
- 1976년 Bobby Bland and B. B. King Together Again...Live
- 1998년 Live On Beale Street